# Krute, Lebedîn
Krute (în ucraineană Круте) este un sat în comuna Borovenka din raionul Lebedîn, regiunea Sumî, Ucraina.

## Demografie
Componența lingvistică a localității Krute
     Ucraineană (100%)
Conform recensământului din 2001, toată populația localității Krute era vorbitoare de ucraineană (100%).